# Richard Limpert (Schriftsteller)
Richard Limpert (* 26. August 1922 in Gelsenkirchen; † 16. März 1991 in Essen) war ein deutscher Schriftsteller.

## Leben
Richard Limpert war der Sohn eines Handelsvertreters. Nach dem Besuch einer Volksschule von 1929 bis 1937 absolvierte er eine Lehre als Sattler und Polsterer. Er war als Polsterer und Dekorateur tätig und nahm als Soldat der Wehrmacht am
Zweiten Weltkrieg teil; 1944 geriet er in sowjetische Kriegsgefangenschaft, aus der er 1949 heimkehrte. Von 1950 bis 1957 arbeitete er erneut als Polsterer, anschließend ab 1957 als Glashüttenarbeiter und Maschinist auf diversen Zechen im Ruhrgebiet. Er war Betriebsrat und Bildungsobmann der Industriegewerkschaft Bergbau und Energie. 1979 wurde er in den vorzeitigen Ruhestand versetzt.
Richard Limpert begann in den Sechzigerjahren mit dem Verfassen von sozialkritischen Gedichten, Kurzgeschichten und Reportagen, die in ihrer Parteinahme für die Arbeiterschaft dem
sozialistischen Realismus nahestehen.
Richard Limpert war ab 1968 Mitarbeiter der Literarischen Werkstatt Gelsenkirchen und ab 1969 Mitglied des Werkkreises „Literatur der Arbeitswelt“. 1978 erhielt er den Georg-Weerth-Literaturpreis, 1987 den Preis des Forums Kohlenpott.

## Nachlass
Sein Teilnachlass befindet sich im Fritz-Hüser-Institut für Literatur und Kultur der Arbeitswelt in Dortmund.

## Werke
- Menschen seh ich, die mit Eifer ..., Hamburg 1970
- Gedichte des Sozialpartners, Mülheim a.d. Ruhr 1971 (zusammen mit Herbert Berger und Günter Hinz)
- Über Erich, Mülheim (a.d. Ruhr) 1972
- Fragen so nebenbei, Wuppertal 1975
- Ein Tenor aus Steele hat Gold in der Kehle, Oberhausen 1978 (zusammen mit Fasia und Walter Kurowski)
- Wortmeldung & Zwischenrufe, Oberhausen 1979
- Richard Limpert, München 1982
- Erich Trepmils Geschichte, Oberhausen 1983
- Durchs Megafon geflüstert, Oberhausen 1987